# Saint-Méard-de-Drône
Saint-Méard-de-Drône is een gemeente in het Franse departement Dordogne (regio Nouvelle-Aquitaine) met (op 1 januari 2022) 489 inwoners. De plaats maakt deel uit van het arrondissement Périgueux.
De Saint-Médardkerk werd gebouwd in de twaalfde eeuw in romaanse stijl. Binnenin zijn vijftiende-eeuwse fresco's gewaard gebleven.

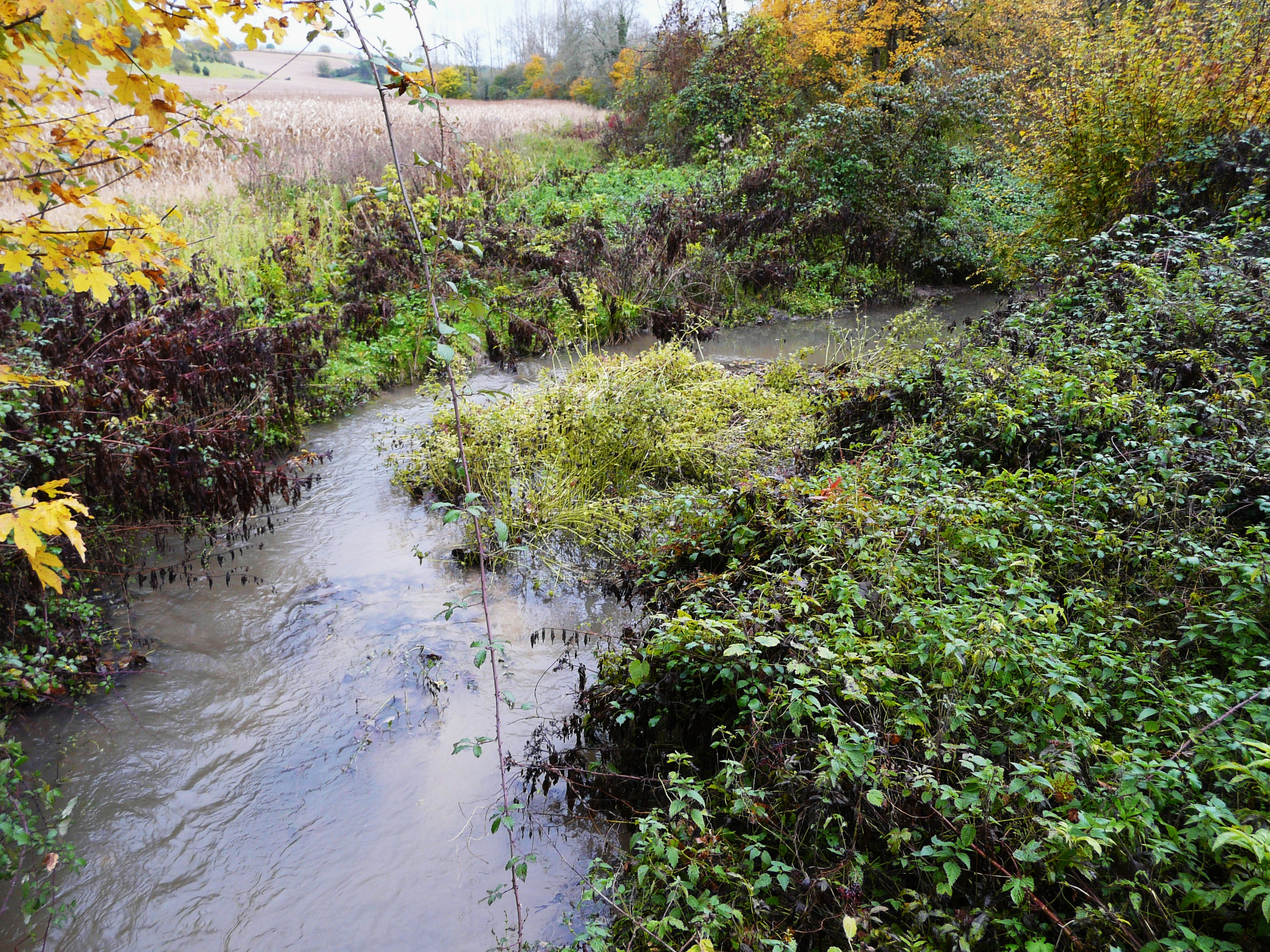
De Peychay
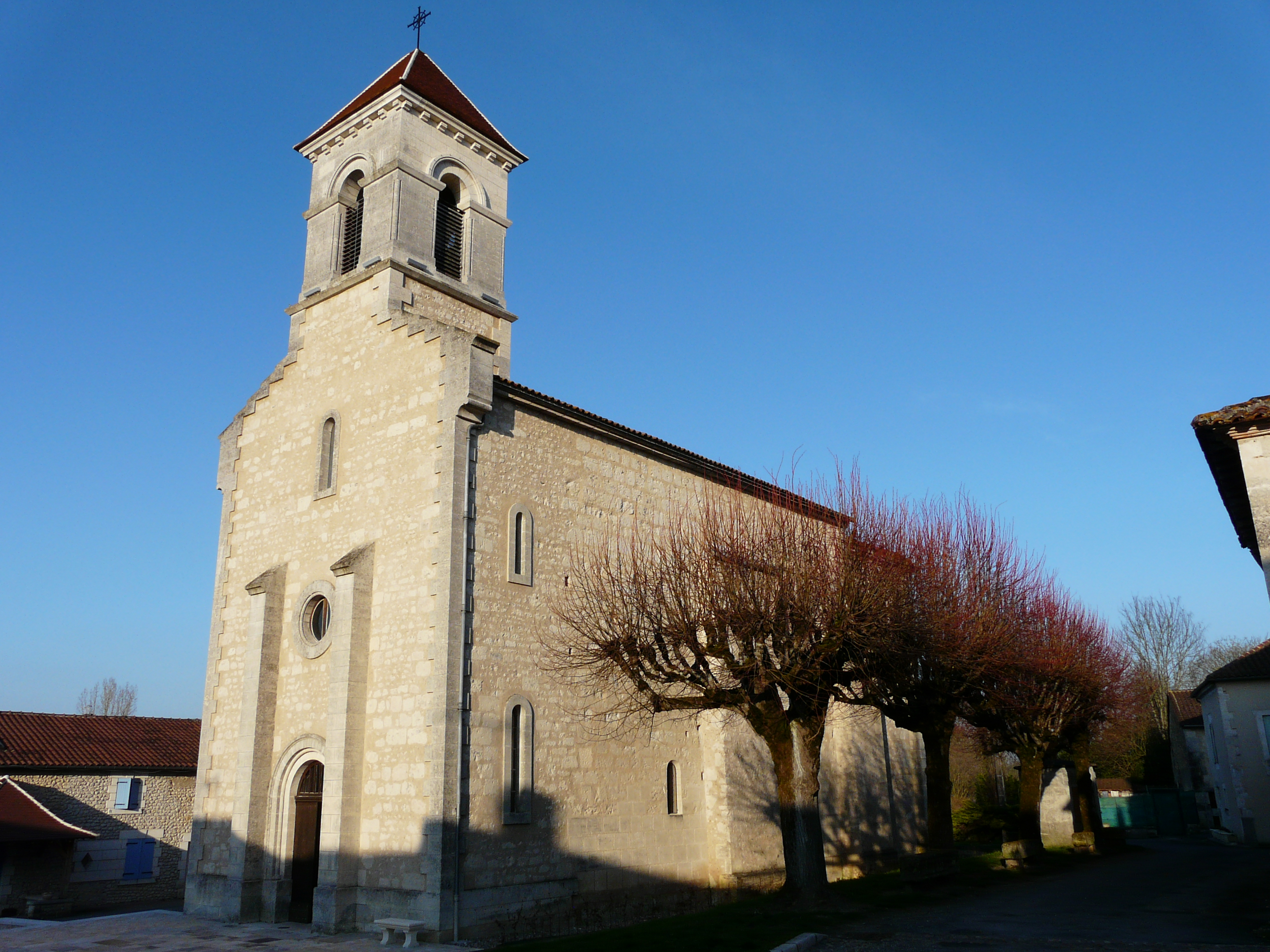
Kerk van Saint-Méard-de-Drône
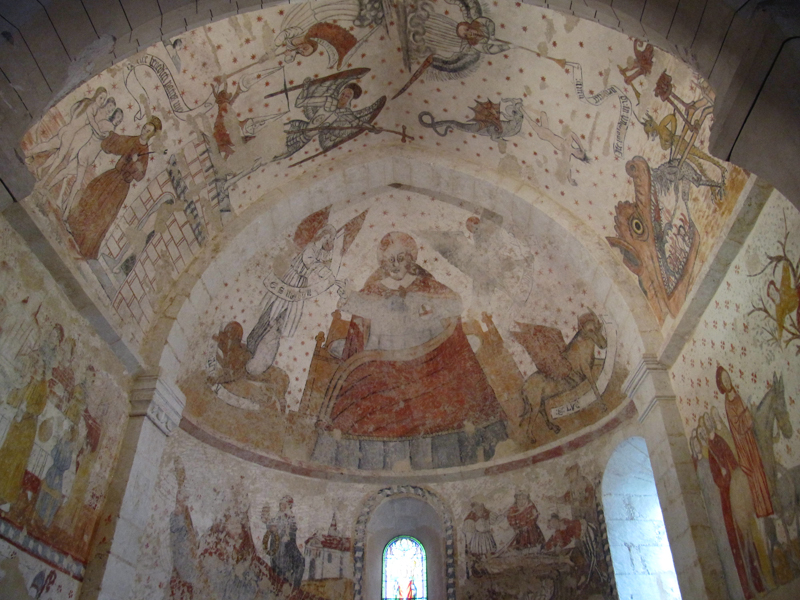
Fresco's in de Saint-Médardkerk

## Geografie
De oppervlakte van Saint-Méard-de-Drône bedroeg op 1 januari 2022 8,95 vierkante kilometer; de bevolkingsdichtheid was toen 54,6 inwoners per km². De Dronne, een rijrivier van de Isle, stroomt door de gemeente.
De onderstaande kaart toont de ligging van Saint-Méard-de-Drône met de belangrijkste infrastructuur en aangrenzende gemeenten.

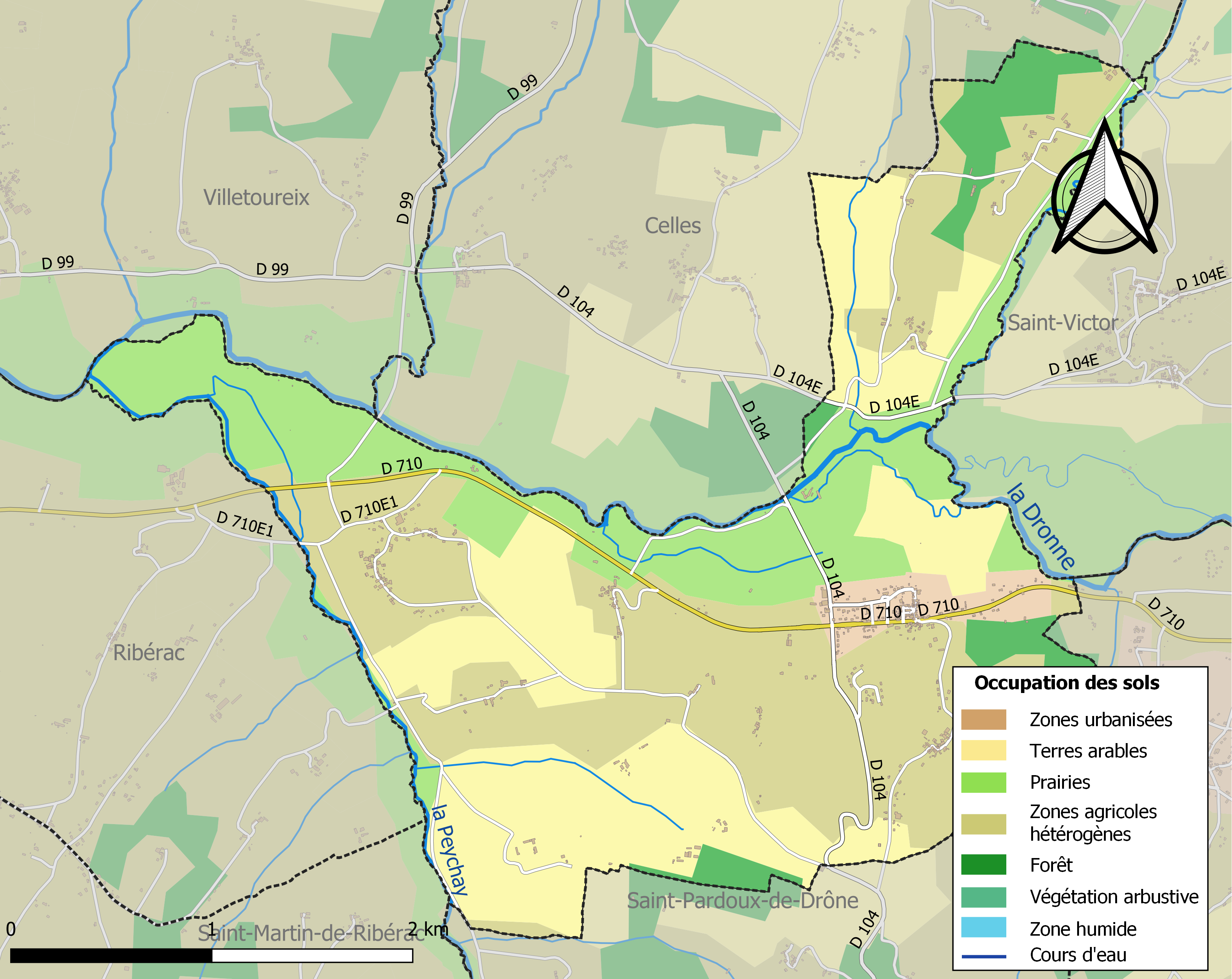

## Demografie
Onderstaande figuur toont het verloop van het inwonertal (bron: INSEE-tellingen).